# Pseudopolydora stolonifera
Pseudopolydora stolonifera är en ringmaskart som beskrevs av Blake och Kudenov 1978. Pseudopolydora stolonifera ingår i släktet Pseudopolydora och familjen Spionidae. Inga underarter finns listade i Catalogue of Life.